# Výbuch v chemickém závodě v Litvínově
Výbuch v chemickém závodě v Litvínově nastal 13. srpna 2015 kolem 8.30 ráno. Výbuch v areálu chemičky společnosti Orlen Unipetrol v Litvínově v části Záluží způsobil značné materiální škody a ohrozil životy pracovníků a obyvatel v okolí.
Chemička Orlen Unipetrol v Záluží u Litvínova je jedním z největších petrochemických závodů v České republice, zpracovává ropu a vyrábí petrochemické produkty, které jsou důležité pro různá průmyslová odvětví. V den nehody se v jedné z technologických částí závodu, konkrétně v jednotce etylenové výroby, vyskytla porucha, která vedla k následnému výbuchu.
Zprávy o nehodě hovořily o mohutné explozi, kterou doprovázel rozsáhlý požár. Oheň zachvátil několik budov v rámci závodu, což způsobilo černý kouř stoupající vysoko do atmosféry, který byl viditelný i z velké vzdálenosti. Na místo okamžitě dorazily hasičské jednotky, které požár likvidovaly po několik hodin. Byly povolány hasičské jednotky z celého Ústeckého kraje.
V důsledku nehody nebyla žádná smrtelná zranění, ovšem bylo ošetřeno pět hasičů, a jeden řidič kamionu. Dlouhodobě bylo nutné monitorovat stav ovzduší a vodních zdrojů v okolí, protože hrozilo znečištění toxickými látkami.
Příčiny nehody byly vyšetřovány orgány České inspekce životního prostředí, hasičského záchranného sboru a dalších státních institucí. Po několika měsících vyšetřování se dospělo k závěru, že k výbuchu došlo kvůli technické závadě na zařízení etylenové jednotky. Společnost Unipetrol investovala do modernizace a zlepšení bezpečnostních opatření v závodě, aby se podobné incidenty v budoucnosti neopakovaly. V roce 2017 byli obviněni dva muži, ovšem v roce 2021 byli zproštěni obžaloby.